# ТЕС Fibria Aracruz
19°50′25″ пд. ш. 40°4′56″ зх. д. / 19.84028° пд. ш. 40.08222° зх. д.
ТЕС Fibria Aracruz — теплова електростанція у бразильському штаті Еспіриту-Санту, яка відноситься до комплексу целюлозного комбінату компанії Fibria Aracruz.
Під час роботи целюлозних комбінатів утворюється чорний натр – суміш органічних та неорганічних речовин, що залишається після варки целюлози. Вилучення з неї потрібних для наступних виробничих циклів хімічних компонентів відбувається шляхом спалювання чорного натру у содорегенераційних котлах, що дає можливість одночасно отримувати теплову енергію (пару). На підприємстві у Аракрузі станом на середину 2010-х діяли три такі котли:
- запущений в 1991 році разом із введенням в дію другої черги комбінату (черга В). Він міг спалювати 2200 тонн твердих речовин на добу (згодом цей показник довели до 3600 тонн) та був постачений шведською компанією Gotaverken;
- запущений в 1997 році котел австрійської компанії Andritz, здатний спалювати 2200 тонн твердих речовин на добу (в подальшому цей показник довели до 3300 тонн);
- введений в дію у 2001-му котел компанії Valmet, який спалює 3440 тонн твердих речовин на добу.
Отримана пара використовується, зокрема, для виробництва електроенергії. Разом з першим котлом стали до ладу три парові турбіни потужністю по 36 МВт, які надійшли від бразильської AKZ та були виготовлені за ліцензією шведської компанії Stal Laval (належала концерну ACEA, який невдовзі об’єднався зі швейцарською Brown Boveri у ABB). В подальшому кількість турбін була доведена щонайменше до п’яти. При цьому станом на 2001 рік загальна потужність станції рахувалась як 149,6 МВт і того ж року було отримане погодження від регуляторного органу на запуск ще однієї турбіни з показником 83,2 МВт, що мало довести загальну потужність ТЕС до 231,8 МВт. Водночас можливо відзначити, що у інших джерелах потужність перших трьох турбін зазначається на рівні 30 МВт, а загальний показник станції номінується як 210 МВт.